# Pirmil
Pirmil é uma comuna francesa na região administrativa do País do Loire, no departamento de Sarthe. Estende-se por uma área de 17.40 km². Em 2010 a comuna tinha 511 habitantes (densidade: 29,4 hab./km²).